# Mini Ninjas
Mini Ninjas — action-adventure відеогра, розроблена IO Interactive та видана Eidos Interactive у 2009 році для Microsoft Windows, Nintendo DS, PlayStation 3, Wii та Xbox 360. Mac OS X версію гри видала 8 червня 2010 року компанія Feral Interactive. У грудні 2011 року повідомили, що гра також буде доступна у вигляді браузерної гри для Google Chrome.